# Jordal Amfi
Le Jordal Amfi est une patinoire couverte située à Oslo en Norvège. Sa capacité est de 4 450 places et elle a été ouverte en 1952. C'est l'aréna résidente de l'équipe de hockey sur glace Vålerenga.

## Histoire
Jordal Amfi est l'un des stades sportives les plus mythiques de Norvège. Ouvert pour les Jeux olympiques d'hiver de 1952 comme le premier stade prévu pour le hockey sur glace dans le pays, il devient rapidement le haut lieu du sport en Norvège. Le site accueille également quelques épreuves de patinage artistique durant ces Jeux.
Pendant de nombreuses années, il reste un stade ouvert mais en 1971, un toit est bâti avec l'argent laissé par le testament de la légende du patinage artistique Sonja Henie. Cela fait du Jordal Amfi, le sixième stade de hockey couvert en Norvège.
Grâce à une expansion en 1999 pour les Championnats du monde de hockey sur glace, le stade a son apparence d'aujourd'hui. En 1989, une nouvelle installation est installée à côté du stade. Elle est intitulée Jordal Ungdomshall et peut accueillir 400 spectateurs.